# راک داگ
راک داگ (انگلیسی: Rock Dog) یک فیلم انیمیشن چینی-آمریکایی ۲۰۱۶ است. این فیلم به کارگردانی اش برانون، به نویسندگی برانون و کورت وولکر، بر اساس رمان گرافیکی چینی تبت راک تبت توسط ژنگ جون است. فیلم در ۱۸ ژوئیه ۲۰۱۶ در چین و سپس در ۲۴ فوریه ۲۰۱۷ توسط سامیت انترتینمنت در ایالات متحده آمریکا منتشر شد.
فیلم با انتقادات مختلفی از منتقدان روبرو شد و ۲۴ میلیون دلار فروش جهانی داشت.

## خلاصه داستان
بادی، یک نگهبان در کوه نوادا، جایی که گوسفندهای خجالتی زندگی می‌کنند. او هنگام آواز خواندن خوشبخت‌ترین سگ است، اما روزی برای محافظت از روستا در برابر گرگ‌ها به دنبال پدرش خامپا رفت! بودی به‌طور تصادفی رادیویی را که از آسمان سقوط کرده و با سخنان بزرگترین ستاره جهان، آنگوس، تشویق می‌شود، برمی‌دارد و برای پخش موسیقی که از کودکی همیشه آرزو داشته‌است، به شهر می‌رود. در پایان پیچ و خم‌ها، لذت ملاقات با بت، آنگوس، فقط مدت کوتاهی توسط او مورد ضرب و شتم قرار می‌گیرد و هنوز هم هدف گروهی از گرگها قرار می‌گیرد که کوه نوادا را هدف قرار می‌دهند.

## بازیگران
- لوک ویلسون
- ادی ایزارد
- جی. کی. سیمونز
- لویس بلک
- کینن تامسون
- می ویتمن
- خورخه گارسیا
- مت دیلون
- سام الیوت